# Кодо Саваки
Роси Кодо Саваки (яп. 沢木 興道; 1880 — 21 декабря 1965) — один из самых известных японских мастеров дзэн-буддизма XX века.

## Биография
Кодо Саваки родился в 1880 году в префектуре Миэ. Когда ему было четыре года, умерла его мать, в семь лет умер его отец. Саваки переехал к дяде, по некоторым данным, приёмному. Через какое-то время дядя тоже умер, поэтому Саваки стал жить у друга дяди, который занимался нелегальным казино, а его жена была проституткой.
Саваки стал участвовать в бизнесе друга дяди, зарабатывая первые деньги, а потом стал присутствовать на некоторых встречах местных банд, выяснявших отношения между собой. Поворотным моментом в его жизни стал момент, когда Саваки увидел в борделе смерть клиента проститутки и осознал, что не хочет иметь такой же конец жизни.
В 14 лет, во время японо-китайской войны, он попал на фронт, где зарекомендовал себя хорошим солдатом, но был тяжело ранен и демобилизован. Изначально его товарищи предположили, что Саваки умер, потому что пуля попала ему в рот. Поэтому Саваки несколько дней лежал под горой гниющих трупов, пока трупы не начали сжигать.
В 16 лет Саваки решил сбежать из дома и пешком отправился в храм Эйхэйдзи, один из двух главных храмов школы Сото-сю, имея при себе только мешок сырого риса. Изначально его не пустили в храм, поэтому Саваки двое суток пребывал у входа, говоря монахам, что он умрёт от голода, если они его не пустят. В конце концов его пустили, и Саваки  провёл там несколько лет в статусе помощника монахов. Увидев жизнь монахов изнутри, он разочаровался в ней: «Они были очень наглыми и оставались заинтересованы только в том, чтобы есть много вкусной еды и пить много сакэ».
В 18 лет Саваки отправился в странствия по стране, во время которых недолго пребывал в разных монастырях и в итоге встретил мастера Сото Кохо Роши, от которого позже получил передачу (шио). Позднее он начал читать лекции по практике дзадзэн, и на протяжении 1930-х годов был профессором университета Комазава. В это же время он взял на себя ответственность за Антайдзи, дзадзэн-храм в северной части Киото.
Из-за непрерывных путешествий по всей Японии, во время которых он обучал дзадзэн многих людей, его прозвали «бездомный Кодо».
Кодо Саваки скончался 21 декабря 1965 года в Антайдзи, Киото. Его преемником стал один из ближайших учеников, Косё Утияма, собравший многие высказывания Саваки, которые вошли в книгу «Учение дзэн „бездомного“ Кодо» (The Zen Teaching of «Homeless» Kodo).